# Riccardo Gualino

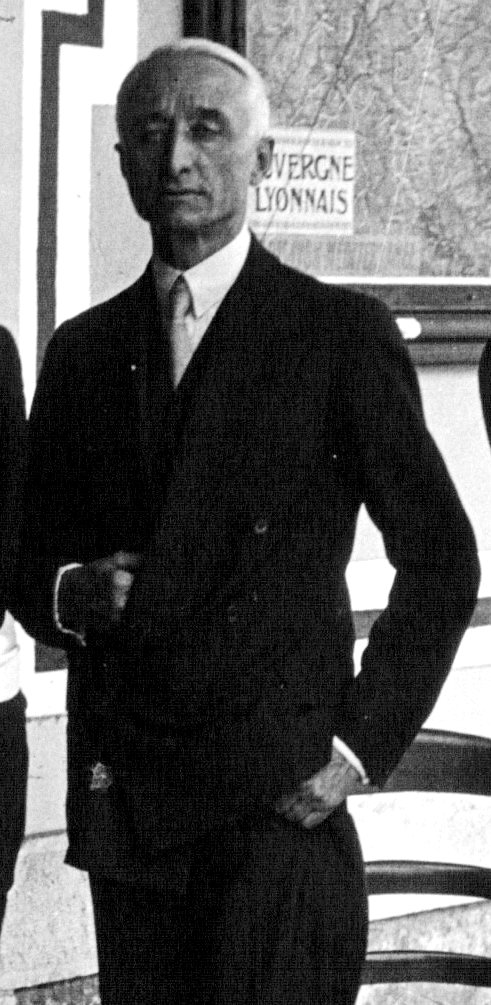
Riccardo Gualino el 1931

Riccardo Gualino (Biela, 25 de març de 1879 – Florença, 7 de juny de 1964) va ser un empresari, advocat, mecenes, poeta i col·leccionador d'art piemontès.

## Biografia
Riccardo Gualino nasqué el 1879 en una família de la burgesia mitjana. Durant la seva joventut manifestà aviat el seu esperit d'empresari. Així quan tenia 17 anys i treballava amb el seu cunyat que importava fusta de Florida, germinà la idea de crear una societat que va fundar finalment el 1905 i que duia el seu nom, Riccardo Gualino, amb l'objectiu de comprar territoris boscosos a Ucraïna i Còrsega.
Es va casar el 1907 amb Cesarina Gulgo Salice amb qui tingué dos fills: Listvinia i Renato.
Tingué un paper molt important en el desenvolupament de la companyia FIAT, de la qual va ser vicepresident fins a 1927.